# Northern Lighthouse Board

Pavillon du Northern Lighthouse Board.

Pavillon du quartier général et des commissaires du Northern Lighthouse Board. C'est le seul pavillon britannique dont le canton arbore l'Union Jack de 1707, en usage en 1786, et non l'actuel.

Le Northern Lighthouse Board (NLB, en français : Bureau des phares du Nord), auparavant connu sous le nom de Commissioners of Northern Light Houses (Commissaires des phares du Nord), est l'organisation responsable de l'aide à la navigation maritime dans les environs des côtes d'Écosse et de l'île de Man.

## Histoire
Le NLB fut créé en 1786 par loi du Parlement pour surveiller la construction de quatre phares écossais (Kinnaird Head, North Ronaldsay, Scalpay et Mull of Kintyre). Le plus célèbre des ingénieurs du NLB fut Robert Stevenson, dont les fils, David, Alan et Thomas suivirent leur père dans cette profession. La famille Stevenson construisit la majorité des phares du NLB et certains dans des endroits vraiment difficiles. Leurs phares comptent quelques-uns des chefs-d'œuvre de leur temps, particulièrement ceux de Bell Rock, Skerryvore et Muckle Flugga.

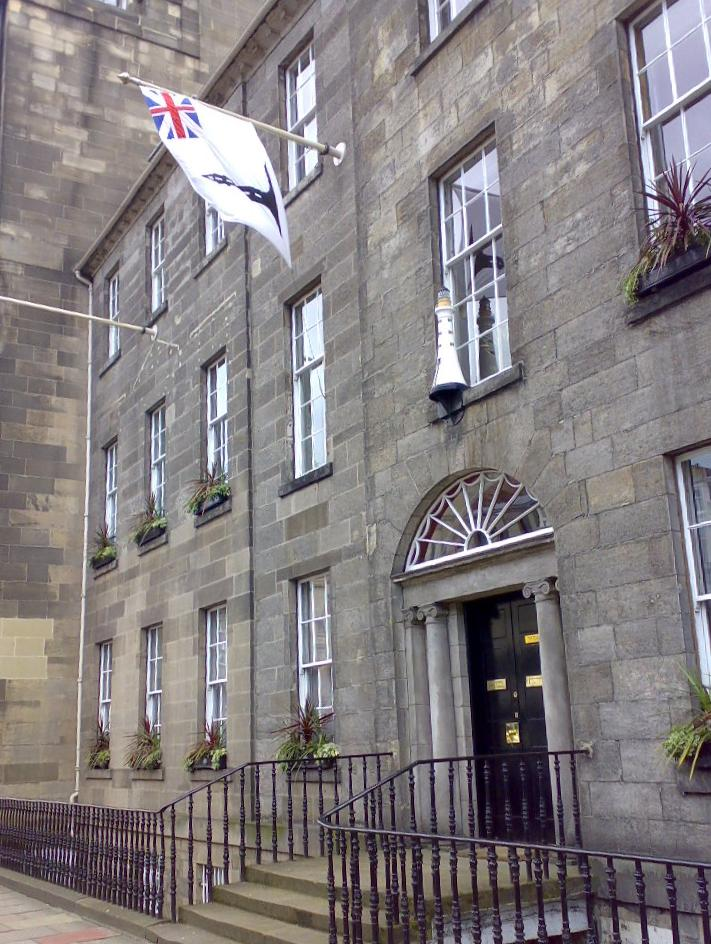
Le quartier général du Bureau des phares du Nord, 84 George street à Édimbourg. Remarquer que le pavillon blanc porte dans le canton l'Union Jack de 1707, sans la croix irlandaise. Les pavillons des commissaires de la NLB constituent la seule survivance de cet ancien jack : c'est en effet un autre service qui s'occupe des phares irlandais.

## Possessions
Le NLB est basé dans le centre d'Édimbourg, à partir duquel il est suivi à distance par les systèmes de navigation ; en 2006, ceux-ci incluent :
- 212 phares
- 154 bouées
- 47 balises radio
- 4 stations DGPS
- 25 stations Racon
- 1 station GLA LORAN-C

En 2007, un nouveau bateau pour construire et maintenir les phares appelé le MV Pharos devient le dixième Pharos, remplaçant le neuvième Pharos qui fut vendu en septembre 2006 comme vaisseau de support pour les Îles Malouines.

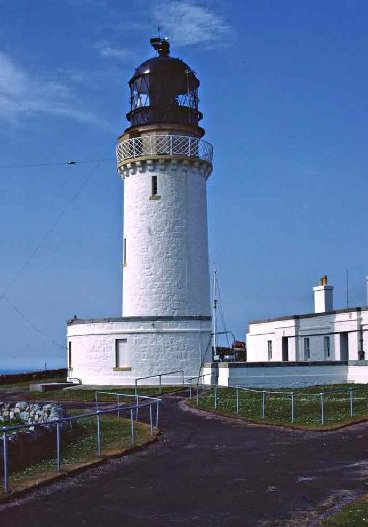
Phare de Cape Wrath.
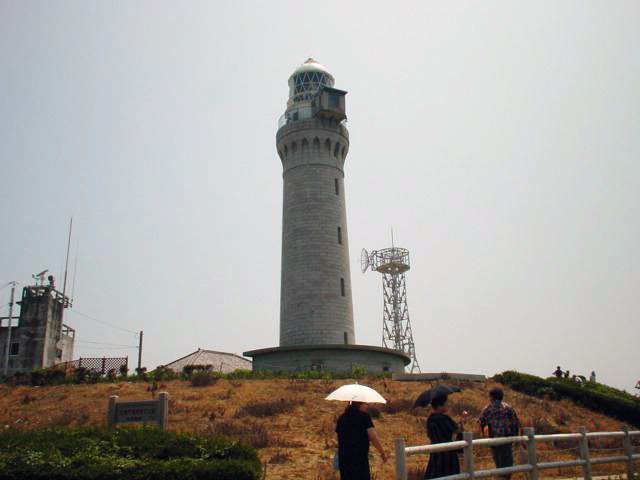
Un des phares de Brunton.